# Rasmus Nellemann (korporal)
 Der er flere personer med dette navn, se Rasmus Nellemann.
Rasmus Schmidt Nellemann (8. marts 1830 i Aarhus – 18. april 1864 ved Dybbøl) var en dansk korporal, bror til Sophus Nellemann.
Nellemann var søn af justitsråd og ejer af Alling Skovgård Laurits Nellemann (1803-1887) og Anna Lorentze Hyphoff (1805-1869) og tilbragte sin ungdom på nævnte gård, som faderen erhvervede i 1847. Her lærte han landvæsen og var en overgang avlsforvalter på Frijsenborg, inden han vendte tilbage til Alling Skovgård som forvalter. Han indkaldtes ved mobiliseringen 1863 til tjeneste ved 22. Regiment, 5. kompagni, forfremmedes til korporal og havde udsigt til at blive løjtnant, da døden ramte ham under forsvaret af Dybbøl Skanse II den 18. april 1864. Idet preusserne plantede deres fane på brystværnet, sprang han op på dette, brød stangen itu over knæet og rev flaget af; da den næste fane kom frem til brystværnet, ville han atter tage denne, men faldt, truffet af flere kugler.
Nellemann var blevet gift 1859 med den schweiziskfødte Julie Catharine Genillard, som senere ægtede en fransk finansembedsmand Liebhaber.
Han er sandsynligvis begravet i fællesgravene i Dybbøl ved landevejen. 18. april 1934 blev der rejst en mindesten over Nellemann i Skanse II. Teksten lyder: "Her faldt / Korporal / Rasmus Schmidt Nellemann / ved 22. Regt. / 18.4.1864 / Han brød Fjendens Fane / Fjenden brød hans Bane".